# Vitore Nino
Vitore Nino właśc. Vitore Ujka (ur. 7 lutego 1924 w Szkodrze, zm. 14 marca 2007 w Tiranie) – albańska aktorka i reżyserka. 

## Życiorys
Po ukończeniu nauki w Instytucie Pedagogicznym w Szkodrze pracowała jako nauczycielka języka albańskiego w Tiranie, a następnie w Kosowie. Od 1946 związana z amatorską sceną teatralną w Szkodrze - jej debiutem scenicznym była rola w sztuce Portreti, do której wybrał ją reżyser Andrea Skanjeti. Była jedną z założycielek Teatru Migjeni w Szkodrze w 1949, na scenie którego zagrała w swojej karierze 71 ról. W szkoderskim teatrze zajmowała się także reżyserią spektakli. 
Na dużym ekranie zadebiutowała w roku 1966 niewielką rolą w filmie Komisari i Dritës. Wystąpiła w siedmiu filmach fabularnych. W 1990 zakończyła karierę sceniczną i przeniosła się do Tirany, a następnie do Durrësu. Przez władze Albanii została uhonorowana tytułem Zasłużonego Artysty (Artist i Merituar).

## Role filmowe
- 1966: Komisari i Dritës jako matka Pëllumba Curriego
- 1975: Çifti i lumtur jako ciotka
- 1979: Ditët që sollën pranverën
- 1981: Qortimet e vjeshtës jako uchodźca
- 1983: Dora e ngrohtë jako matka Bukurii
- 1988: Rikonstruksioni jako babka
- 1990: Balada e Kurbinit jako matka